# Krasnosilka, Berșad
Krasnosilka (în ucraineană Красносілка) este o comună în raionul Berșad, regiunea Vinnița, Ucraina, formată numai din satul de reședință.

## Demografie
Componența lingvistică a satului Krasnosilka
     Ucraineană (98,43%)
     Rusă (1,37%)
     Alte limbi (0,2%)
Conform recensământului din 2001, majoritatea populației satului Krasnosilka era vorbitoare de ucraineană (98,43%), existând în minoritate și vorbitori de rusă (1,37%).